# Ondrej Nepela
Ondrej Nepela (Bratislava, Tchecoslováquia, 22 de janeiro de 1951 – Mannheim, Alemanha, 2 de fevereiro de 1989) foi um patinador artístico eslovaco, que competiu representando a Tchecoslováquia. Ele foi campeão olímpico em 1972, e tricampeão mundial entre 1971 e 1973.

## Principais resultados
| Resultados                                            | Resultados    | Resultados      | Resultados        | Resultados        | Resultados        | Resultados       | Resultados       | Resultados      | Resultados      | Resultados      | Resultados    | Resultados    |
| Internacional                                         | Internacional | Internacional   | Internacional     | Internacional     | Internacional     | Internacional    | Internacional    | Internacional   | Internacional   | Internacional   | Internacional | Internacional |
| Evento/Temporada                                      | 1963– 1964    | 1964– 1965      | 1965– 1966        | 1966– 1967        | 1967– 1968        | 1968– 1969       | 1969– 1970       | 1970– 1971      | 1971– 1972      | 1972– 1973      |               |               |
| ----------------------------------------------------- | ------------- | --------------- | ----------------- | ----------------- | ----------------- | ---------------- | ---------------- | --------------- | --------------- | --------------- | ------------- | ------------- |
| Jogos Olímpicos                                       | 22.º          |                 |                   |                   | 8.º               |                  |                  |                 | Medalha de ouro |                 |               |               |
| Campeonato Mundial                                    | 17.º          |                 | 8.º               |                   |                   | Medalha de prata | Medalha de prata | Medalha de ouro | Medalha de ouro | Medalha de ouro |               |               |
| Campeonato Europeu                                    |               | 8.º             | Medalha de bronze | Medalha de bronze | Medalha de bronze | Medalha de ouro  | Medalha de ouro  | Medalha de ouro | Medalha de ouro | Medalha de ouro |               |               |
| Prize of Moscow News                                  |               |                 |                   | Medalha de ouro   |                   |                  |                  |                 |                 |                 |               |               |
| Nacional                                              |               |                 |                   |                   |                   |                  |                  |                 |                 |                 |               |               |
| Campeonato Tchecoslovaco                              |               | Medalha de ouro | Medalha de ouro   | Medalha de ouro   | Medalha de ouro   | Medalha de ouro  |                  | Medalha de ouro | Medalha de ouro | Medalha de ouro |               |               |
|                                                       |               |                 |                   |                   |                   |                  |                  |                 |                 |                 |               |               |
| Legenda: Competição não foi disputada nesta temporada |               |                 |                   |                   |                   |                  |                  |                 |                 |                 |               |               |